# Bryan Sykes
Bryan Clifford Sykes (9 de setembro de 1947 - 10 de dezembro de 2020) foi um geneticista britânico e escritor científico que foi membro do Wolfson College e professor emérito de genética humana na Universidade de Oxford.
Sykes publicou o primeiro relatório sobre a recuperação de DNA de osso antigo (Nature, 1989). Ele esteve envolvido em uma série de casos importantes que lidavam com DNA antigo, incluindo o de Ötzi, o Homem de Gelo. Ele também sugeriu que um contador da Flórida com o nome de Tom Robinson era um descendente direto de Genghis Khan, uma afirmação que foi posteriormente refutada.
Sykes é mais conhecido fora da comunidade de geneticistas por seus dois livros populares sobre a investigação da história humana e da pré-história por meio de estudos do DNA mitocondrial.

## Carreira

### As Sete Filhas de Eva
Em 2001 (Banta Press Hardback) Sykes publicou um livro para o público popular, The Seven Daughters of Eve, no qual explicava como a dinâmica da herança materna do DNA mitocondrial (mtDNA) deixa sua marca na população humana na forma de clãs genéticos compartilhando descendência materna comum. Ele observa que a maioria dos europeus pode ser classificada em sete desses clãs, conhecidos cientificamente como haplogrupos, distinguíveis por diferenças em seu mtDNA que são únicas para cada grupo, com cada clã descendente de um ancestral de linha feminina pré-histórica separada. Ele se referiu a essas sete 'mães do clã' como 'filhas de Eva', uma referência à Eva mitocondriala quem o mtDNA de todos os humanos modernos traça. Com base na distribuição geográfica e etnológica dos descendentes modernos de cada clã, ele designou pátrias provisórias para as sete mães do clã e usou o grau de divergência de cada clã para aproximar o período de tempo em que a mãe do clã teria vivido. Ele então usa essas deduções para fornecer 'biografias' para cada uma das mães do clã, atribuindo-lhes nomes arbitrários com base na designação científica de seu haplogrupo (por exemplo, usando o nome Xenia para o fundador do haplogrupo X).

### Blood of the Isles
Em seu livro de 2006, Blood of the Isles (publicado nos Estados Unidos e Canadá como saxões, vikings e celtas: as raízes genéticas da Grã-Bretanha e da Irlanda), Sykes examina os "clãs" genéticos britânicos. Ele apresenta evidências do DNA mitocondrial, herdado por ambos os sexos de suas mães, e do cromossomo Y, herdado por homens de seus pais, e faz as seguintes afirmações:
- A composição genética da Grã-Bretanha e da Irlanda é esmagadoramente o que tem sido desde o período Neolítico e em uma extensão muito considerável desde o período Mesolítico, especialmente na linhagem feminina, ou seja, aquelas pessoas, que com o tempo seriam identificadas como celtas britânicos (culturalmente falando), mas quem (geneticamente falando) deveria ser mais apropriadamente chamado de Cro-Magnon. Na Europa continental, este mesmo legado genético Cro-Magnon deu origem aos bascos. "Basco" e "celta" são designações culturais, não genéticas;
- A contribuição dos celtas da Europa Central para a composição genética da Grã-Bretanha e da Irlanda foi mínima; a maior parte da contribuição genética para as ilhas britânicas daqueles que consideramos celtas veio da Europa continental ocidental, ou seja, da costa atlântica;[7]
- Os pictos não eram um povo separado: a composição genética das áreas anteriormente pictas da Escócia não mostra diferenças significativas em relação ao perfil geral do resto da Grã-Bretanha. As duas regiões "Pictland" são Tayside e Grampian;
- Os anglo-saxões são supostamente, por alguns, ter feito uma contribuição substancial para a composição genética de Inglaterra, mas na opinião de Sykes era inferior a 20 por cento do total, mesmo no sul da Inglaterra;[7]
- Os vikings (dinamarqueses e noruegueses) também deram uma contribuição substancial, que se concentra no centro, norte e leste da Inglaterra - os territórios da antiga Danelaw. Há uma contribuição viking muito forte nas ilhas Orkney e Shetland, em torno de 40%. Mulheres e homens contribuíram substancialmente em todas essas áreas, mostrando que os vikings se engajaram em assentamentos em grande escala;
- A contribuição normanda foi extremamente pequena, da ordem de 2%;
- Existem apenas vestígios esparsos da ocupação romana, quase todos no sul da Inglaterra;[7]
- Apesar de todas essas contribuições posteriores, a composição genética das Ilhas Britânicas permanece esmagadoramente o que era no Neolítico: uma mistura dos primeiros habitantes do Mesolítico com colonos do Neolítico que vieram por mar da Península Ibérica e, finalmente, do Mediterrâneo Oriental.
- Há uma diferença entre as histórias genéticas de homens e mulheres na Grã-Bretanha e na Irlanda. As matrilinhagens mostram uma mistura de habitantes originais do Mesolítico e chegadas posteriores do Neolítico da Península Ibérica, enquanto as patrilinhagens são muito mais fortemente correlacionadas com a Península Ibérica;[7]
- Há evidências de um "efeito Genghis Khan", pelo qual algumas linhagens masculinas nos tempos antigos eram muito mais bem-sucedidas do que outras em deixar um grande número de descendentes; por exemplo, Niall dos Nove Reféns na Irlanda do século IV e V e Somerled na Escócia do século XII.

Sykes usou uma abordagem semelhante à usada em As sete filhas de Eva para identificar as nove "mães do clã" de ascendência japonesa, "todas diferentes dos sete equivalentes europeus".

#### Evidência moderna
Com o advento do sequenciamento do genoma inteiro e da análise do DNA antigo, muitas das teorias de Sykes sobre as origens dos britânicos foram amplamente invalidadas. Embora os fazendeiros neolíticos do tipo basco tenham povoado a Grã-Bretanha (e todo o norte da Europa) durante o período Neolítico, um estudo recente argumentou que mais de 90% de seu DNA foi destruído por uma população da cultura de vaso campaniforme do norte da Europa, originária das Estepes Pônticas, como parte de um processo de migração em andamento que trouxe grandes quantidades de DNA da estepe (incluindo o haplogrupo R1b) para o norte e oeste da Europa. O agrupamento genético autossômico moderno é um testemunho desse fato, já que as amostras britânicas e irlandesas da Idade do Ferro e da Idade do Ferro se agrupam geneticamente muito próximas de outras populações do norte da Europa, em vez de ibéricos, galegos, bascos ou do sul da França. Estudos semelhantes concluíram que os anglo-saxões, embora não substituíssem as populações anteriores de uma vez, contribuíram significativamente mais para o pool genético em grande parte da Inglaterra do que Sykes alegou.

### Amostras de supostos hominídeos
Sykes e sua equipe da Universidade de Oxford realizaram análises de DNA de supostas amostras de iéti e acreditam que as amostras podem ter vindo de uma espécie híbrida de urso produzida a partir de um acasalamento entre um urso marrom e um urso polar. Sykes disse à BBC News:
Eu acho que este urso, que ninguém viu vivo, pode ainda estar lá e pode ter muitos ursos polares nele. Pode ser algum tipo de híbrido e se seu comportamento for diferente do dos ursos normais, que é o que as testemunhas oculares relatam, então eu acho que pode muito bem ser a fonte do mistério e a fonte da lenda. - Dr. Bryan Sykes, BBC News (17 de outubro de 2013)
Ele conduziu outra pesquisa semelhante em 2014, desta vez examinando amostras atribuídas não apenas ao iéti, mas também ao Pé Grande e outros "primatas anômalos". O estudo concluiu que duas das 30 amostras testadas mais se assemelhavam ao genoma de um urso polar paleolítico e que as outras 28 eram de mamíferos vivos.
As amostras foram subsequentemente reanalisadas por Ceiridwen Edwards e Ross Barnett. Eles concluíram que a mutação que levou ao casamento com um urso polar era um artefato danificado e sugeriram que as duas amostras de cabelo eram, na verdade, de ursos marrons do Himalaia (U. arctos isabellinus). Esses ursos são conhecidos no Nepal como Dzu-the (um termo nepalês que significa urso do gado) e foram associados ao mito do iéti. Sykes e Melton reconheceram que sua pesquisa no GenBank estava errada, mas sugeriram que os fios de cabelo eram iguais aos de um urso polar moderno espécime "das ilhas Diomede no Mar de Bering relatado no mesmo jornal". Eles sustentaram que não viram qualquer sinal de dano em suas sequências e comentaram que "não tinham razão para duvidar da precisão dessas duas sequências mais do que as outras 28 apresentadas no jornal". Múltiplas análises adicionais, incluindo a replicação da análise única conduzida por Sykes e sua equipe, foram realizadas em um estudo conduzido por Eliécer E. Gutiérrez, pesquisador do Smithsonian Institution e Ronald H. Pine, afiliado à Universidade de Kansas. Todas essas análises descobriram que a variação genética relevante em ursos pardos torna impossível atribuir, com certeza, as amostras do Himalaia a essa espécie ou ao urso polar. Como os ursos-pardos ocorrem no Himalaia, Gutiérrez e Pine afirmaram que não há razão para acreditar que as amostras em questão vieram de outra coisa senão ursos-pardos comuns do Himalaia.

## Obras publicadas
- A Maldição de Adão ISBN 9721056723
- As Sete Filhas de Eva ISBN 9724613488

## Trabalhos selecionados (em inglês)
- Sykes, Bryan (1999), The Human Inheritance: Genes, Language, and Evolution, ISBN 978-0-19-850274-6, Oxford University Press
- —— (2002), The Seven Daughters of Eve, ISBN 978-0-552-14876-4, Corgi
- —— (2003), Adam's Curse: A Future Without Men, ISBN 978-0-593-05004-0, Bantam
- —— (2006), Blood of the Isles: Exploring the Genetic Roots of Our Tribal History, ISBN 978-0-593-05652-3, Bantam
- —— (2011), DNA USA: A Genetic Biography of America, ISBN 978-0-393-07804-6, W. W. Norton & Company
- —— (2015), The Nature of the Beast, ISBN 978-1-444-79126-6, Hodder & Stoughton
- —— (2019), Once a Wolf: The Science Behind Our Dogs' Astonishing Genetic Evolution, ISBN 978-1-63149-379-9, Liveright